# فرودگاه محلی فورت دوج
فرودگاه محلی فورت دوج (به انگلیسی: Fort Dodge Regional Airport) یک فرودگاه همگانی با کد یاتا FOD است که یک باند فرود آسفالت دارد و طول باند آن ۱۹۹۶ متر است. این فرودگاه در کشور ایالات متحده آمریکا قرار دارد و در ارتفاع ۳۵۲٫۷ متری از سطح دریا واقع شده است.